# Opera di San Giovanni d'Avila
L'Opera di San Giovanni d'Avila (in spagnolo Obra de San Juan de Avila) è un'associazione internazionale di fedeli di diritto pontificio.

## Storia
L'associazione fu fondata nel 1919 a Valencia dal sacerdote José Soto Chuliá con l'intento di costituire in seno alle parrocchie dei gruppi di donne nubili che, dando testimonianza di vita cristiana, fossero di esempio agli altri fedeli laici.
L'"Obra del Beato Juan de Avila" fu canonicamente eretta in pia unione dall'arcivescovo di Valencia nel 1962.
Il Pontificio consiglio per i laici riconobbe l'Opera come associazione internazionale di fedeli di diritto pontificio il 12 marzo 1994.

## Attività e diffusione
L'Opera è costituita da associate (che, con impegno definitivo o con impegno temporaneo rinnovabile, puntano alla perfezione cristiana mediante la pratica dei consigli evangelici di povertà, obbedienza e castità) e da gruppi apostolici di fedeli (giovani, coppie di coniugi) desiderosi di vivere più profondamente la propria fede.
L'Opera conta 102 "associate" e i suoi gruppi apostolici superano i 10 000 membri; è presente in 11 nazioni. La sede centrale dell'associazione è a Valencia, in Spagna.